# صلیب لیاقت در جنگ
صلیب لیاقت در جنگ (آلمانی: Kriegsverdienstkreuz) یک جایزه و دکوراسیون نظامی و جنگی در آلمان نازی و در جریان جنگ جهانی دوم بود.
این جایزه در سال ۱۹۳۹ توسط آدولف هیتلر ایجاد شد.این جایزه مانند صلیب آهنین رتبه‌دهی شده بود:صلیب لیاقت در جنگ درجه ۲، صلیب لیاقت در جنگ درجه ۱ و صلیب شوالیه لیاقت در جنگ.این جایزه دو نوع داشت:با دو شمشیر مخصوص سربازانی که خدمات استثنائی در ارتباط غیرمستقیم با جنگ انجام می‌دادند و بدون شمشیر مخصوص شهروندانی که خدمات شایسته‌ای انجام می‌دادند.

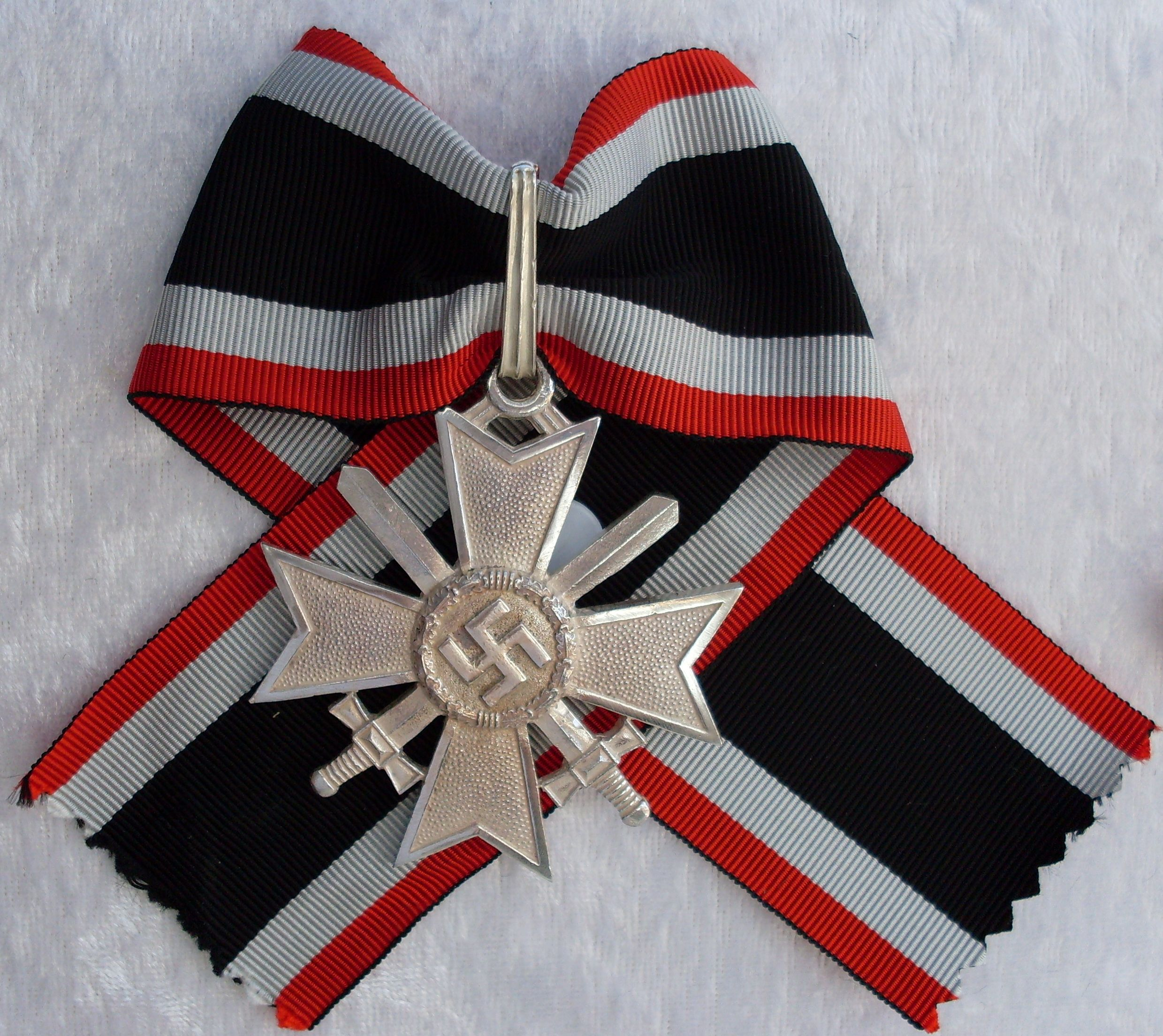
صلیب شوالیه لیاقت در جنگ با شمشیرها

روبان این جایزه به‌ترتیب در رنگ‌های قرمز، سفید، سیاه، سفید و قرمز بود.